# Ernest Lafont (homme politique, 1845-1896)
 (décembre 2023).
Si vous disposez d'ouvrages ou d'articles de référence ou si vous connaissez des sites web de qualité traitant du thème abordé ici, merci de compléter l'article en donnant les références utiles à sa vérifiabilité et en les liant à la section « Notes et références ».
Pour les articles homonymes, voir Ernest Lafont et Lafont.
Ernest Lafont, né le 24 janvier 1845 à Bayonne (Basses-Pyrénées) et mort le 23 mars 1896 dans la même ville, est un médecin et homme politique français.

## Détail des fonctions et des mandats

### Mandats parlementaires
- 13 avril 1890 - 14 octobre 1893 : député des Basses-Pyrénées
- 20 août 1893 - 24 mars 1896 : député des Basses-Pyrénées

## Sources
- « Ernest Lafont (homme politique, 1845-1896) », dans le Dictionnaire des parlementaires français (1889-1940), sous la direction de Jean Jolly, PUF, 1960 [détail de l’édition]